# 발렌시아 CF 페메니노
발렌시아 CF 페메니노(스페인어: Valencia Club de Fútbol Femenino)는 스페인의 발렌시아를 연고로 하는 여자 축구 클럽이다. 현재 스페인의 최상위 여자 축구 리그인 리가 F에 참가하고 있다.
1998년에 설립된 발렌시아에 위치했던 독일 학교 산하의 여자 축구단이 전신이며, 2005-06 시즌부터 세군다 디비시온 페메니나에 참가했다. 2006-07 세군다 디비시온 페메니나 시즌에서 우승을 차지하면서 프리메라 디비시온 페메니나로 승격되었다. 2009년 5월 26일을 기해 발렌시아 CF 산하 여자 축구단으로 재편되었다.

## 성적
- 세군다 디비시온 페메니나 1회 우승 (2006-07)
- 코파 데 라 레이나 1회 준우승 (2014-15)